# Kolfiberkomponenter
En kolfiberkomponent är en komponent tillverkad av kolfiber. Dessa har oftast ett avsevärt högre pris än traditionella motsvarande komponenter i till exempel aluminium, och tillverkningstekniken i sig är mycket modern.

## Användningsområden

### Flygplan
Dagens modernaste flygplan, stridsflygplan etc. utgörs utvändigt nästan enbart av kolfiberkomponenter, bland annat för att spara vikt och öka vridstyvheten.
Ett exempel på ett flygplan med mycket kolfiberkomponenter är Boeing:s kommande flygplansmodell 787.

### Bilar
Även på vissa bilar finner man kolfiberkomponenter, då de bland annat håller vikten nere. Vanliga typer av kolfiberkomponenter på bilar är motorhuvar, bagageluckor, tak, sidospeglar, instrumentpaneler, kåpor, motorblock med flera.

### Övriga
Användandet av kolfiberkomponenter är utrbett även inom andra områden där exempelvis vikt är viktigt, som i lättviktscykelramar.